# Buenos días, América
Buenos días, América es un programa de radio estadounidense que se transmite por la Voz de América. Se emite todos los días a las 1200 UTC, y se puede escuchar en onda corta, Internet y en emisoras afiliadas.

## Contenido
Buenos días, América es un magacín en donde se presentan las noticias más relevantes del día, tanto de los Estados Unidos como del resto del mundo. También se presentan los resultados deportivos, el pronóstico del tiempo e información búrsatil.
Buenos días, América es presentado por Luis Alberto Facal y Betty Janet Endara.

## Buenos días, América - Fin de semana
Buenos días, América - Fin de semana es la versión de Buenos días, América que se emite los días sábados y domingos. En estos días, el resumen de noticias se deja de lado para ser sustituido por música ligera, avances de otros programas de la Voz de América que se dedican exclusivamente a la música y el Club de oyentes, que se emite los domingos y consta de la lectura de cartas escritas por la audiencia de la emisora.